# Bendis detrahens
Bendis detrahens är en fjärilsart som beskrevs av Walker 1858. Bendis detrahens ingår i släktet Bendis och familjen nattflyn. Inga underarter finns listade i Catalogue of Life.